# Dag Hammarskjöld
Dag Hammarskjöld (Jönköping, Švedska, 29. srpnja 1905. – Ndola, Zambija, 18. rujna 1961.), švedski političar, ekonomist i publicist, od 1953. do 1961. Glavni tajnik Ujedinjenih naroda.
Diplomirao je humanističke znanosti u Uppsali 1925. godine, a 1928. i političku ekonomiju. Nakon političke karijere u Švedskoj, od 1949. godine bio je izaslanik u Ujedinjenim narodima. Godine 1953. izabran je za glavnog tajnika UN-a.
Dana 18. rujna 1961. godine, Hammarskjöld je životom platio nastojanje svjetske organizacije da vrati mir i zakonitost u DR Kongo. Težeći da pregovorima završi secesiju bogate Katange, skandinavski diplomat uputio se zrakoplovom na razgovor s katanškim vođom Mosesom Chombeom. Hammarskjöldova letjelica na tom se putu srušila u džunglu nedaleko Ndole u današnjoj Zambiji. Tri različite službene istrage nisu uspjele dokazati popularnu teoriju da je zrakoplov Chombeovih vojnih snaga rafalima presreo mirovnu misiju.
Neposredno prije smrti 1961. nominiran je za Nobelovu nagradu za mir. Nagrada mu je postumno dodijeljena: na svečanosti 10. prosinca te godine na Sveučilištu u Oslu preuzeo ju je švedski veleposlanik.

## Vanjske poveznice
- Stranica posvećena Dagu Hammarskjöldu (šved.)(engl.)
- Životopis na stranici Nobelove nagrade (engl.)
- Životopis na stranici UN-a (engl.)
- Visoka škola međunarodnih odnosa i diplomacije "Dag Hammarskjöld"

### Ostali projekti
|  | Zajednički poslužitelj ima još gradiva o temi Dag Hammarskjöld |